# Grade (implemento agrícola)

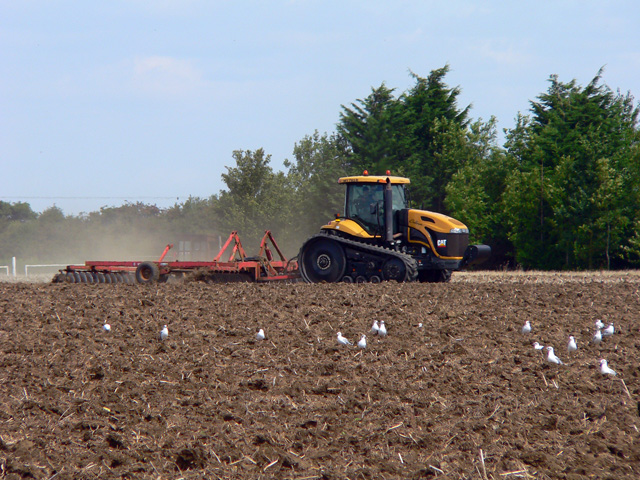
Trator tracionando uma grade

Grade é um  implemento agrícola geralmente acoplado a tratores, utilizado na descompactação do solo no controle de plantas daninhas e na incorporação de insumos agrícolas. Geralmente é utilizada para complementar o trabalho feito pelo arado, desmanchando os torrões gerados pelo implemento  ao mesmo tempo que nivela o  terreno.
As grades são formadas por discos de corte montados em eixos,que acompanham o sentido do equipamento de tração. Para a penetração dos discos no solo as grades possuem estruturas pesadas podendo chegar a 130 Kg em cada disco.
Ela pode ser classificada por diversos motivos, mas a classificação mais comum é em relação ao órgão ativo (peça que atua diretamente no solo), dividindo - se em grande de dentes(rígidos e flexíveis) , grade de discos e grade de molas. 